# 百戰百勝王
百戰百勝王（Fūun! Takeshi-jō，literally Showdown! Takeshi Castle）是由日本TBS電視台於1986年至1990年間播出的遊戲節目。節目中北野武（彼得武）扮演一名擁有城堡的城主，提供志願者各種困難的挑戰與任務。這個節目也成為電視崇拜的對象並被擴及至世界各地。2005年4月2日，TBS舉辦50週年活動時，特別舉行這個節目“復興”活動。

## 概要
每一集北野武會提供一座不易攻陷的城堡供大約100位男女參加。

## 影響
影響了世界多國節目的內容，並為其他國家提供節目內容的構想，例如《百戰百勝》。